# Alexander Koch (Fechter)
Alexander Koch (* 22. Februar 1969 in Bonn) ist ein ehemaliger deutscher Fechter, der für den OFC Bonn antrat.

## Leben
Er wurde 1988 Juniorenweltmeister und Einzel-Fechtweltmeister 1989 in Denver mit dem Florett. Die Mannschaft unterlag im Finale der Mannschaft aus der Sowjetunion und wurde Vizeweltmeister.
Bei den Olympischen Spielen 1992 in Barcelona gewann Alexander Koch mit der Mannschaft Gold, zusammen mit seinem Bonner Mannschaftskameraden Ulrich Schreck sowie mit den Tauberbischofsheimern Udo Wagner, Ingo Weißenborn und Thorsten Weidner. Im selben Jahr wurde er mit einem Bambi ausgezeichnet.
Außerdem erhielt er für seinen Olympiasieg am 23. Juni 1993 das Silberne Lorbeerblatt.
Mit Uwe Römer statt Ulrich Schreck gewann die Mannschaft auch bei den Fechtweltmeisterschaften 1993 in Essen Gold. Im Einzel gewann Koch seinen zweiten Titel nach 1989, im Finale besiegte er den Ukrainer Serhij Holubyzkyj. Bei den Fechtweltmeisterschaften 1994 unterlagen Weidner, Wagner, Römer und Koch im Finale den Italienern.
Bei den Olympischen Spielen 1996 in Atlanta wurde der mittlerweile für ETuF Essen fechtende Alexander Koch mit der Mannschaft Sechster.

## Auszeichnungen
- Träger des Silbernen Lorbeerblattes